# 北黒線
北黒線（ほっこくせん、中国語: 北黑铁路）は中華人民共和国の中国国鉄の鉄道路線である。 黒竜江省黒河市の北安駅と黒河駅を結ぶ全長303kmの路線である。

## 概要
1935年に開業した。第二次世界大戦末期にソ連軍に占領されてから一度線路は引き剥がされるも、1963年から再建工事が行われ、1965年に北安 - 竜鎮 - 聚盛間が再開業する。しかし、中ソ対立の影響で竜鎮 - 聚盛間は再び廃止される。ペレストロイカの影響もあり中ソ関係の改善が進んだ1986年7月15日に竜鎮 - 黒河間の再建工事が始まり、1989年12月14日に黒河までの全区間が復旧した。
2016年12月20日にアムール川の対岸のブラゴベシチェンスクとの間の鉄橋が着工される予定である。